# Polikarpov I-15
Polikarpov I-15 (tiếng Nga: И-15) là một máy bay tiêm kích hai tầng cánh của Liên Xô trong thập niên 1930. Nó có biệt danh là Chaika (tiếng Nga: И-15 Чайка - Seagull, mòng biển) vì cánh trên của nó có dạng cánh của chim mòng biển dang ra khi bay, loại máy bay này hoạt động với số lượng lớn trong Không quân Xô viết, và cùng với máy bay một tầng cánh Polikarpov I-16, nó đã trở thành một trong số các mẫu máy bay tiêm kích hoạt động trong lực lượng của quân đội Đệ nhị Cộng hòa Tây Ban Nha suốt thời gian Nội chiến Tây Ban Nha.

## Thiết kế và phát triển

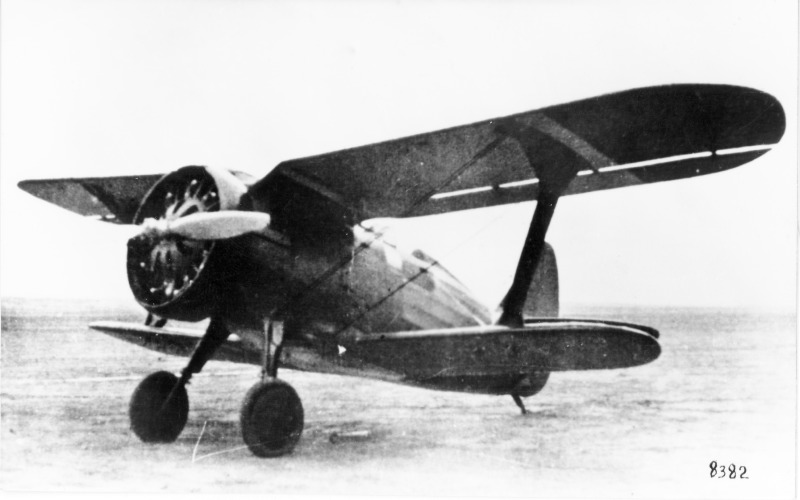
Phiên bản đầu của Polikarpov I-15

Thiết kế mẫu máy bay tiêm kích thứ 14 cho VVS là I-14, bắt đầu như một máy bay một tầng cánh tiên tiến (cho thời đại) dưới sự chỉ huy của Andrei Tupolev. Ông đã rất lo lắng về những tiến triển của mẫu thiết kế sẽ không hoàn thiện, và thiết kế thêm hai mẫu máy bay hai tầng cánh dự phòng là I-14A và I-14B để bảo đảm chắc chắn. Sau đó Polikarpov đã được phóng thích khỏi nhà tù vào tháng 8-1932, và đã tham gia vào dự án I-14A. Khi cả I-14 và I-14A đều được đưa vào sản xuất, thiết kế của Polikarpov đã trở thành loại I-15 nổi tiếng.
Chuyến bay đầu tiên của I-15 được thực hiện vào tháng 10-1933 do phi công V.P. Chkalov điều khiển. I-15 cũng được biết đến với cái tên là TsKB-3, một máy bay tiêm kích nhỏ hai tầng cánh với cánh trên dạng cánh chim mòng biển. Đây là một phát triển của máy bay tiêm kích I-5. Nó được trang bị một động cơ M-25 700 mã lực (515 kW). Tổng cộng có 674 chiếc được chế tạo.

## Lịch sử hoạt động
I-15 đã được sử dụng rộng rãi trong các trận chiến bởi những người Cộng hòa trong Nội chiến Tây Ban Nha và tỏ ra là một trong những máy bay tiêm kích tốt nhất vào thời điểm đó. I-15bis cũng tham gia vào rất nhiều hoạt động ở Manchuria trong những vụ xung đột biên giới khác nhau giữa Nhật Bản và Nga. Năm 1937, những chiếc I-15 đã được gửi cho Không quân Trung Hoa, hoạt động chống lại sự xâm lược của Nhật Bản, tại đây những máy bay hai tầng cánh bắt đầu phải chiến đấu với những máy bay chiến đấu một tầng cánh mới hơn và nhanh hơn của Nhật. Hơn 1.000 chiếc tiêm kích I-15bis vẫn còn được sử dụng trong thời gian diễn ra cuộc xâm lược của Đức quốc xã, lúc này chúng được sử dụng trong vai trò tấn công mặt đất. Cuối năm 1942 tất cả những chiếc I-15 và I-15bis lần lượt chuyển xuống làm các nhiệm vụ ở tuyến thứ hai.

## Các phiên bản

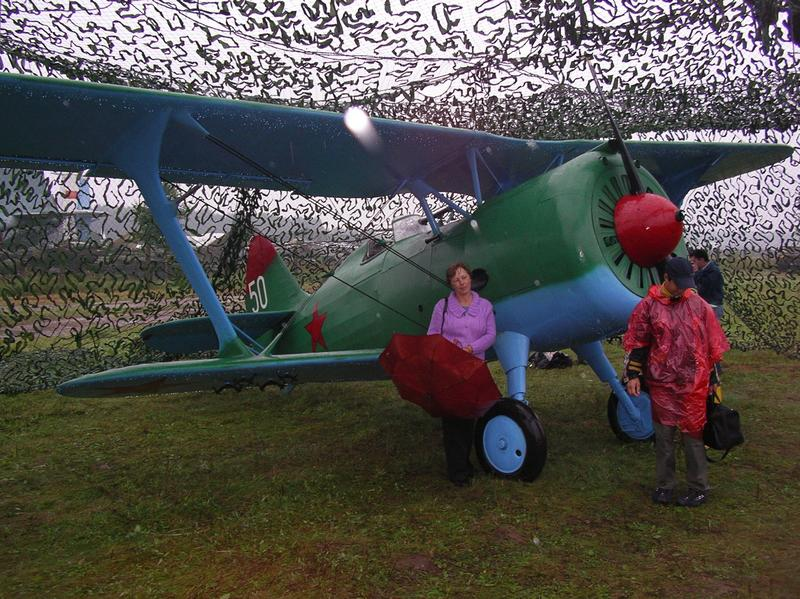
Mô hình I-15bis, Monino, 2004. Chú ý với kiểu cánh thẳng đối với phiên bản I-15bis.

TsKB-3bis
Nguyên mẫu.
TsKB-3ter
Nguyên mẫu trang bị động cơ piston mạnh hơn M-25V.
I-15
Phiên bản sản xuất hàng loạt đầu tiên.
I-15bis (I-152)
Máy bay tiêm kích hai tầng cánh, trang bị 4 úng máy 7.62-mm (0.30-inch)PV-1 hoặc ShKAS, cộng thêm 150 kg (330 lb) bom. I-15bis trang bị động cơ mạnh hơn là Shvetsov M-25V 570 kW (775 PS). Nó có thiết kế cánh trên thẳng. 2.408 chiếc được chế tạo.
I-152GK
1 máy bay trang bị buồng lái điều áp.
I-152TK
1 máy bay trang bị 2 bộ tăng nạp cho chế hòa khí.
I-15ter (I-153)
I-15 phát triển với bộ bánh đáp có thể thu vào được, xem Polikarpov I-153.

## Các quốc gia sử dụng

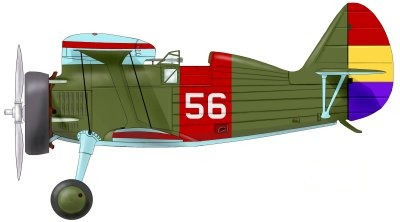
I-15 quân đội Cộng hòa Tây Ban Nha

Trung Hoa Dân Quốc
- Quân đội Cách mạng Quốc gia

 Phần Lan
- Không quân Phần Lan (chiếm được)

 Germany
- Luftwaffe (chiếm được)

 Liên Xô
- Không quân Xô viết

 Cộng hòa Tây Ban Nha
- Không quân Tây Ban Nha

## Thông số kỹ thuật (I-15 M-22)

### Đặc điểm riêng
- Phi đoàn: 1
- Chiều dài: 6.10 m (20 ft 0 in)
- Sải cánh: 9.75 m (32 ft 0 in)
- Chiều cao: 2.20 m (7 ft 3 in)
- Diện tích cánh: 21.9 m² (236 ft²)
- Trọng lượng rỗng: 1.012 kg (2.226 lb)
- Trọng lượng cất cánh: 1.415 kg (3.113 lb)
- Trọng lượng cất cánh tối đa: n/a
- Động cơ: 1× động cơ piston bố trí tròn M-22, 353 kW (473 hp) [3]

### Hiệu suất bay
- Vận tốc cực đại: 350 km/h (220 mph)
- Tầm bay: 500 km (310 miles)
- Trần bay: 7.250 m (23.800 ft)
- Vận tốc lên cao: 7.6 m/s (1.490 ft/min)
- Lực nâng của cánh: 65 kg/m² (13 lb/ft²)

Polikarpov

- Lực đẩy/trọng lượng: 0.25 kW/kg (0.15 hp/lb)

### Vũ khí
- 4× súng máy PV-1 7.62 mm bắn phía trước
- 2× súng máy BS 12.7 mm bắn phía trước
- Trên 100 kg (220 lb) bom
- 6× rocket RS-82

## Nội dung liên quan

### Máy bay có cùng sự phát triển
- Polikarpov I-5
- Polikarpov I-16
- Polikarpov I-153

### Máy bay có tính năng tương đương
- Avia B-534
- Fiat CR.32
- Grumman F2F
- Gloster Gladiator
- Hawker Fury
- Heinkel He 51
- Ikarus IK 2
- PZL P.7

### Trình tự thiết kế
I-10 - I-12 - I-14 - I-15 - I-16 - I-17 - I-20